# Ibn Saud
Abdulaziz ibn Abdul Rahman ibn Faisal ibn Turki ibn Abdullah ibn Muhammad Al Saud (tiếng Ả Rập: عبد العزيز بن عبد الرحمن آل سعود, Abd al-'Azīz ibn 'Abd ar-Raḥman Āl Sa'ūd; 15 tháng 1 năm 1875 – 9 tháng 11 năm 1953), trong thế giới Ả Rập thường được gọi là Abdulaziz còn tại phương Tây được gọi là Ibn Saud, là quân chủ đầu tiên của Ả Rập Xê Út, "nhà nước Saud thứ ba".
Ông tái chinh phục thành phố quê hương của gia tộc là Riyadh vào năm 1902, khởi đầu ba thập niên chinh phạt khiến ông trở thành người cai trị của gần như toàn bộ miền trung bán đảo Ả Rập. Ông củng cố quyền kiểm soát của mình đối với Najd vào năm 1922, sau đó chinh phục Hejaz vào năm 1925. Ông mở rộng lãnh địa của mình đến phạm vi lãnh thổ trở thành Vương quốc Ả Rập Xê Út vào năm 1932. Với tư cách là quốc vương, ông chủ trì việc khám phá dầu mỏ tại Ả Rập Xê Út vào năm 1938 và bắt đầu khai thác dầu quy mô lớn sau Chiến tranh thế giới thứ hai. Ông có nhiều người con, trong đó có 45 con trai, và toàn bộ các quốc vương sau này của Ả Rập Xê Út cho đến năm 2017 đều là con trai của ông.

## Thời kỳ đầu
Ibn Saud sinh ngày 15 tháng 1 năm 1875 tại Riyadh thuộc khu vực Najd tại miền trung bán đảo Ả Rập. Ông là con trai của Abdul Rahman bin Faisal, quân chủ cuối cùng của Tiểu vương quốc Nejd, tức "nhà nước Saud thứ hai", một quốc gia bộ lạc tập trung tại Riyadh. Gia tộc của ông là Nhà Saud từng là một thế lực tại miền trung bán đảo Ả Rập trong 130 năm trước đó. Dưới ảnh hưởng và cảm hứng từ Hồi giáo Wahhabi, Nhà Saud trước đó nỗ lực giành quyền kiểm soát phần lớn bán đảo Ả Rập với thể chế Tiểu vương quốc Diriyah, tức "nhà nước Saud thứ nhất" cho đến khi bị quân Ottoman tiêu diệt vào đầu thế kỷ XIX. Mẹ của Ibn Saud là thành viên của gia tộc Sudairi, tên là Sarah Al Sudairi. Bà mất năm 1910.
Năm 1890, kình địch trường kỳ của Nhà Saud trong khu vực là Nhà Rashid chinh phục Riyadh. Ibn Saud khi đó 15 tuổi. Ông và gia tộc ban đầu tị nạn ở chỗ người Al Murrah, một bộ lạc Bedouin tại hoang mạc miền nam của bán đảo Ả Rập. Sau đó, họ chuyển đến Qatar và ở lại đó trong hai tháng. Điểm đến tiếp theo của Nhà Saud là Bahrain, họ ở lại hòn đảo này trong một thời gian ngắn. Điểm đến cuối cùng của họ là Kuwait, họ sống gần một thập niên tại đó.
Đến mùa xuân năm 1901, Ibn Saud và một số người thân như người anh em khác mẹ Mohammad và một số anh em họ tiến hành một cuộc chinh phạt đột kích vào Najd, mục tiêu là hầu hết các bộ lạc liên kết với Nhà Rashid. Cuộc tập kích tỏ ra có lợi, thu hút thêm nhiều người tham gia. Số lượng những chiến binh tập kích đạt đỉnh là trên 200, song giảm dần trong các tháng tiếp theo.
Đến mùa thu, nhóm lập trại tại ốc đảo Yabrin. Trong thời gian cử hành Ramadan, ông quyết định tấn công Riyadh và giành lại được thành từ Nhà Rashid. Vào tối ngày 15 tháng 1 năm 1902, ông dẫn 40 chiến binh vượt tường thành nhờ những cây cọ nghiêng và chiếm thành phố. Thống đốc của Nhà Rashid tại thành phố là Ajlan bị giết chết. Sự kiện Nhà Saud tái chiếm thành Riyadh đánh dấu khởi đầu Nhà nước Saud thứ ba.

## Gia tăng quyền lực
Sau khi chiếm lĩnh Riyadh, nhiều người ủng hộ cũ của Nhà Saud tập hợp trước lời kêu gọi của Ibn Saud. Ông là một thủ lĩnh có sức hút và cung cấp vũ khí cho các binh sĩ của mình. Trong hai năm sau đó, ông cùng đội quân của mình tái chiếm gần một nửa Najd từ Nhà Rashid. Đến năm 1904, Abdulaziz của Nhà Rashid cầu viện Đế quốc Ottoman bảo hộ và giúp đỡ quân sự, người Ottoman do đó phái quân đến bán đảo Ả Rập. Đến ngày 15 tháng 6 năm 1904, quân của Ibn Saud phải chịu một thất bại lớn trước liên quân Ottoman-Rashid. Lực lượng của ông sau đó tái tập hợp và bắt đầu tiến hành chiến tranh du kích chống lại Ottoman. Trong hai năm sau đó, ông phá vỡ được tuyến đường tiếp tế của họ, buộc họ phải triệt thoái. Ibn Saud giành thắng lợi tại Rawdat Muhanna vào năm 1906, trong trận này Abdulaziz chết, còn Ottoman kết thúc hiện diện tại Najd và Qassim vào cuối tháng 10 cùng năm.
Ông hoàn thành cuộc chinh phục Najd và bờ biển phía đông bán đảo Ả Rập vào năm 1912. Sau đó, ông thành lập nhóm ái hữu quân sự-tôn giáo Ikhwan với sự phê chuẩn của ulema Salafi địa phương, nhóm này giúp đỡ các cuộc chinh phục sau này của ông. Trong cùng năm, ông lập ra một chính sách nông nghiệp nhằm định cư những người Bedouin chăn nuôi du mục vào các khu dân cư và thay thế các tổ chức bộ lạc của họ bằng lòng trung thành với Ikhwan.
Trong Chiến tranh thế giới thứ nhất, Anh Quốc thiết lập quan hệ ngoại giao với Ibn Saud. Phái viên của Anh là William Shakespear được người Bedouin đón nhận. Người Anh cũng lập các phái đoàn ngoại giao tương tự với bất kỳ thế lực Ả Rập nào có khả năng thống nhất và ổn định khu vực. Người Anh đạt được hiệp định Darin với Ibn Saud vào tháng 12 năm 1915, biến các vùng đất của Nhà Saud thành một lãnh thổ bảo hộ thuộc Anh và cố gắng xác định biên giới của nhà nước Saud đang phát triển. Đổi lại, Ibn Saud cam kết tiến hành chiến tranh chống lại Ibn Rashid, một đồng minh của Ottoman.
Bộ Ngoại giao Anh trước đó từng bắt đầu hỗ trợ cho Sharif Hussein bin Ali, Emir của Hejaz khi cử T. E. Lawrence đến vào năm 1915. Ikhwan của Nhà Saud bắt đầu xung đột với Hussein, Sharif của Mecca vào năm 1917. Hiệp định Darin duy trì hiệu lực cho đến khi bị đình chỉ bằng Hội nghị Jeddah vào năm 1927 và Hội nghị Dammam vào năm 1952, theo đó Ibn Saud mở rộng biên giới của ông vượt quá giới tuyến xanh Anh-Ottoman. Sau Darin, ông dự trữ vũ khí và quân nhu mà người Anh cung cấp, bao gồm một khoảng "cống nạp" 5.000 bảng mỗi tháng. Sau Chiến tranh thế giới thứ nhất, ông nhận được giúp đỡ hơn nữa từ người Anh, bao gồm số dạn dược dư thừa. Ông phát động chiến dịch chống lại Nhà Rashid vào năm 1920; đến năm 1922 thì hoàn toàn tiêu diệt thế lực này.
Việc tiêu diệt Nhà Rashid làm tăng gấp đôi lãnh thổ của Nhà Saud, cho phép ông có đòn bẩy trong đàm phán một hiệp định mới và có lợi hơn với người Anh. Hiệp định giữa họ được ký kết tại Uqair vào năm 1922, ông cùng Cao uỷ Anh tại Iraq là Percy Cox vạch biên giới cho thấy Anh Quốc công nhận nhiều phần lãnh thổ ông giành được. Đổi lại Ibn Saud chấp thuận công nhận các lãnh thổ bảo hộ của Anh Quốc trong khu vực, đặc biệt là dọc bờ biển vịnh Ba Tư và tại Iraq.
Đến năm 1925, quân của Ibn Saud chiếm được thành phố linh thiêng Mecca từ Sharif Hussein, kết thúc 700 năm cai trị của Nhà Hashem. Đến ngày 8 tháng 1 năm 1926, các nhân vật lãnh đạo tại Mecca, Medina và Jeddah tuyên bố Ibn Saud là quốc vương của Hejaz. He raised Najd to a kingdom as well on ngày 29 tháng 1 năm 1927. Đến ngày 20 tháng 5 năm 1927, Anh Quốc ký kết Hiệp định Jeddah, theo đó bãi bỏ hiệp định bảo hộ Darin và công nhận độc lập của Hejaz và Najd, quân chủ là Ibn Saud. Trong 5 năm sau đó, Ibn Saud cai trị hai bộ phận trong vương quốc kép của ông với tư cách là các đơn vị riêng biệt.
Được quốc tế công nhận và trợ giúp, Ibn Saud tiếp tục củng cố quyền lực của mình. Đến năm 1928, quân đội của ông tràn ngập hầu hết miền trung bán đảo Ả Rập. Tuy nhiên, liên minh giữa Ikhwan và Nhà Saud sụp đổ khi Ibn Saud ngăm cấm tập kích thêm. Một vài nơi tại miền trung bán đảo Ả Rập không nằm dưới quyền kiểm soát của Nhà Saud do họ đã có hiệp ước với Luân Đôn, và Ibn Saud không muốn khiêu khích người Anh bằng việc xông vào các khu vực này. Điều này không phù hợp với Ikwhan, nhóm này được dạy rằng toàn bộ những người không theo giáo phái Wahhabi là không tin theo Hồi giáo. Căng thẳng cuối cùng bùng nổ khi Ikwahan nổi dậy vào năm 1927. Sau hai năm giao tranh, họ bị Ibn Saud trấn áp trong trận Sabilla vào tháng 3 năm 1929.
Đến ngày 23 tháng 9 năm 1932, Ibn Saud chính thức thống nhất Nejd và Hejaz thành Vương quốc Ả Rập Xê Út, bản thân ông trở thành Quốc vương. Ông chuyển triều đình từ Thành Masmak đến Cung điện Murabba vào năm 1938 và cung điện này vẫn là dinh thự và trụ sở chính quyền của ông cho đến khi ông mất vào năm 1953.
Ibn Saud trước hết loại bỏ quyền lợi của cha mình để có thể cai trị, và sau đó xa cách và kiềm chế tham vọng của những người anh em trai của ông, đặc biệt là Muhammad, người lớn tuổi nhất trong số đó và từng cùng ông chiến đấu trong các trận đánh và chinh phục để lập quốc.

## Cai trị

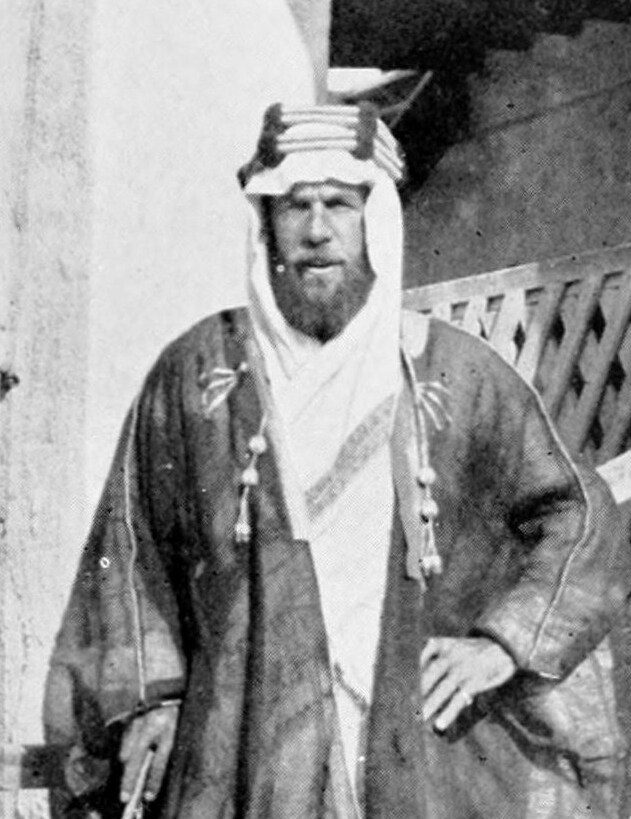
St. John Philby

Năm 1938, các nhà địa chất học Hoa Kỳ làm việc cho SOCONY đã phát hiện được dầu mỏ tại Ả Rập Xê Út, phối hợp với giới chức Ả Rập Xê Út. Thông qua các cố vấn của mình là St John Philby và Ameen Rihani, Ibn Saud cấp quyền lực trọng yếu đối với các mỏ dầu trong nước cho các công ty Hoa Kỳ vào năm 1944, khiến người Anh có nhiều phần ngỡ ngàng do họ đã đầu tư nhiều để Nhà Saud lên nắm quyền với hy vọng mở ra quyền tiếp cận với bất kỳ trữ lượng dầu nào khảo sát được. Bắt đầu vào năm 1915, ông ký kết các hiệp ước "hữu nghị và hợp tác" với người Anh nhằm duy trì lực lượng dân quân của mình ở vị trí thích hợp và ngừng các cuộc tấn công hơn nữa vào các lãnh thổ bảo hộ thuộc Anh.
Nguồn của cải từ dầu mỏ mang lại rất nhiều quyền lực và ảnh hưởng, Ibn Saud sử dụng nó để tạo tiến bộ tại Hejaz. Ông buộc nhiều bộ lạc du mục định cư và từ bỏ "các cuộc chiến nhỏ" và trả thù. Ông cũng bắt đầu thi thành rộng rãi các hệ tư tưởng của vương quốc mới, dựa trên lời giáo huấn của Muhammad Ibn Abd al-Wahhab. Điều này gồm có kết thúc các nghi lễ hành hương truyền thống được công nhận, song trái với các nghi thức được Muhammad ibn Abd al-Wahhab thừa nhận. Năm 1926, sau khi một đoàn lữ hành Ai Cập trên đường đến Mecca bị quân của ông đánh đập vì chơi kèn, ông buộc phải đưa ra một tuyên bố hoà giải với chính phủ Ai Cập. Trên thực tế, một số tuyên bố như vậy cũng được đưa ra cho các quốc gia Hồi giáo khác vì những trường hợp tương tự. Sau khi trấn áp Ikhwan vào năm 1929 nhờ không lực của Anh, thập niên 1930 đánh dấu một bước ngoặt. Do các đối thủ của ông đã bị tiêu diệt, hệ tư tưởng của Ibn Saud có hiệu lực hoàn toàn, kết thúc gần 1400 năm các thói quen tôn giáo được chấp thuận trong Hajj.
Ibn Saud thành lập một Hội đồng Shura cho Hijaz ngay từ năm 1927. Hội đồng này sau đó mở rộng lên 20 thành viên, người chủ trì là con trai ông Faisal.
Ibn Saud giành được lòng trung thành từ các bộ lạc gần Ả Rập Xê Út, như tại Jordan. Chẳng hạn, ông gây dựng quan hệ rất mạnh mẽ với Sheikh Rashed Al Khuzai từ bộ lạc Al Fraihat, một trong các gia tộc có ảnh hưởng nhất thời Ottoman. Bộ lạc này chi phối miền đông Jordan trước khi Sharif Hussein đến. Ibn Saud ủng hộ Rashed và lực lượng của ông nổi dậy chống lại Hussein. Rashed ủng hộ hành động thách thức của Izz ad-Din al-Qassam vào năm 1935, khiến ông nổi dậy chống lại Abdullah I của Jordan. Năm 1937, khi bị buộc phải rời khỏi Jordan, Rashed Al Khuzai cùng gia đình và một nhóm đồng chí đã chọn chuyển đến Ả Rập Xê Út, được Ibn Saud khoản đãi.

## Những năm cuối

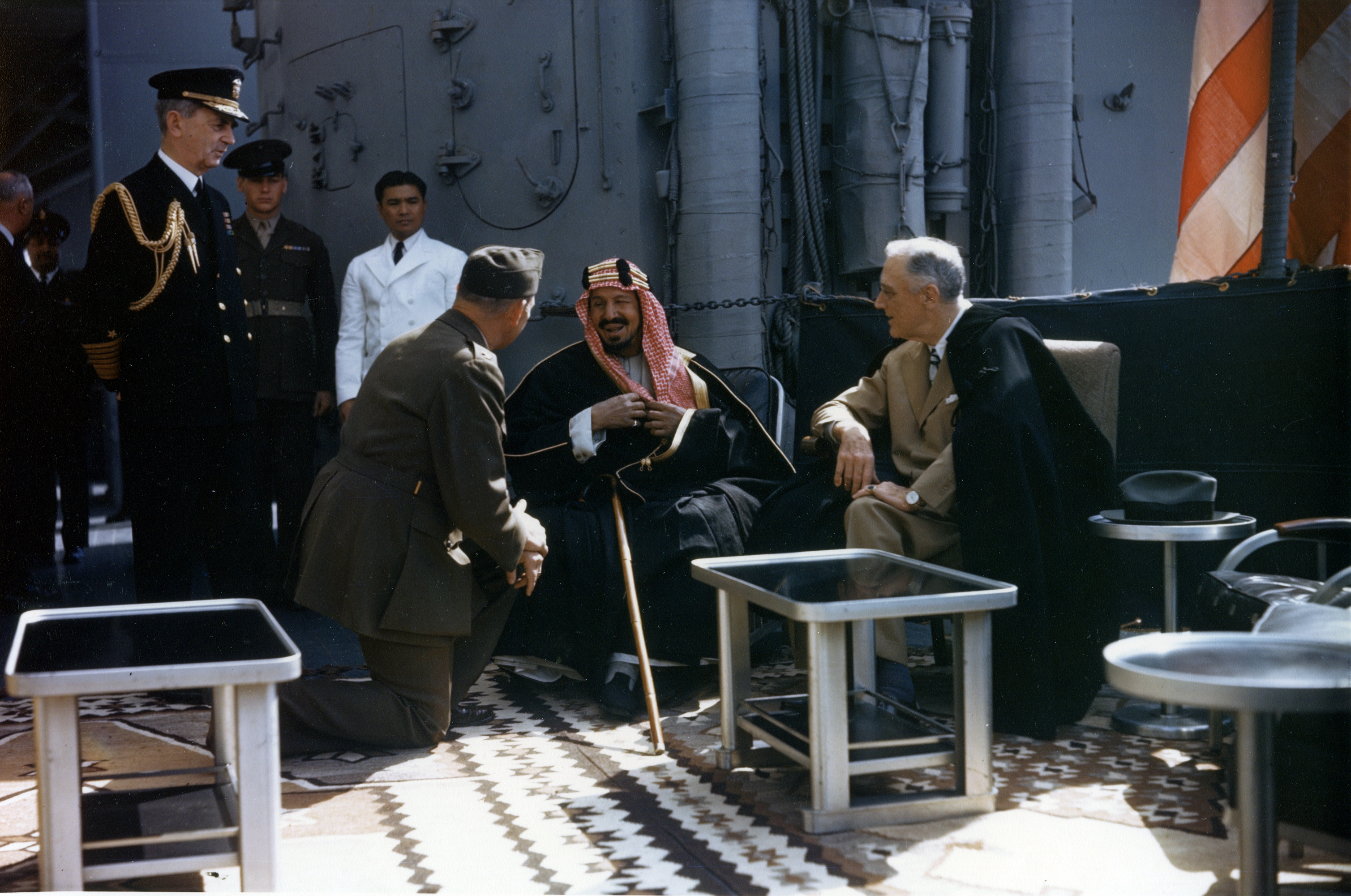
Quốc vương Ibn Saud nói chuyện với Tổng thống Franklin D. Roosevelt (phải).

Ibn Saud đặt quốc gia vào vị thế trung lập trong Chiến tranh thế giới thứ hai, song thường được nhìn nhận là ủng hộ Đồng Minh. Tuy nhiên, vào năm 1938, khi Đại sứ Đức Fritz Grobba bị phát giác có liên hệ đến cuộc tấn công vào một tuyến đường ống chính của Anh tại Vương quốc Iraq, Ibn Saud cho Grobba tại nạn. Theo tường thuật thì ông đã không tán thành người Anh từ năm 1937.
Trong giai đoạn cuối của thế chiến, Ibn Saud gặp các nhân vật chính trị quan trọng. Một trong các cuộc gặp này là với Tổng thống Hoa Kỳ Franklin Delano Roosevelt vào ngày 14 tháng 2 năm 1945. Cuộc gặp diễn ra trên khoang tàu USS Quincy trên kênh đào Suez. Cuộc gặp đặt nền tảng cho quan hệ tương lai giữa hai quốc gia.
Cuộc gặp khác là với Thủ tướng Anh Winston Churchill tại Grand Hotel du Lac bên bờ ốc đảo Fayyoun, phía nam của Cairo, vào tháng 2 năm 1945. Tuy nhiên, phía Ả Rập Xê Út thông báo cuộc gặp tập trung nhiều vào vấn đề Palestine và không mang lại lợi ích, trái ngược với cuộc gặp cùng Roosevelt.
Năm 1948, Ibn Saud tham gia Chiến tranh Ả Rập-Israel, song đóng góp của Ả Rập Xê Út thường được cho là mang tính tượng trưng.
Trong khi hầu hết hoàng tộc mong muốn những thứ xa xỉ như hoa viên, xe sang và cung điện, thì Ibn Saud muốn một tuyến đường sắt hoàng gia từ vịnh Ba Tư đến Riyadh và kéo dài đến Jeddah. Điều này bị toàn bộ các cố vấn trong nước của không nhìn nhận là sự điên rồ của một ông già. Cuối cùng, ARAMCO xây dựng tuyến đường sắt này với chi phí 70 triệu USD, lấy từ tiền hoa hồng dầu mỏ của Quốc vương. Công trình được hoàn thành vào năm 1951 và được sử dụng thương mại sau khi ông mất. Tuyến đường sắt cho phép Riyadh phát triển thành một thành phố tương đối hiện đại. Tuy nhiên, khi một tuyến đường bộ trải nhựa được xây dựng vào năm 1962 thì đường sắt bị mất lưu thông.

## Sinh hoạt cá nhân

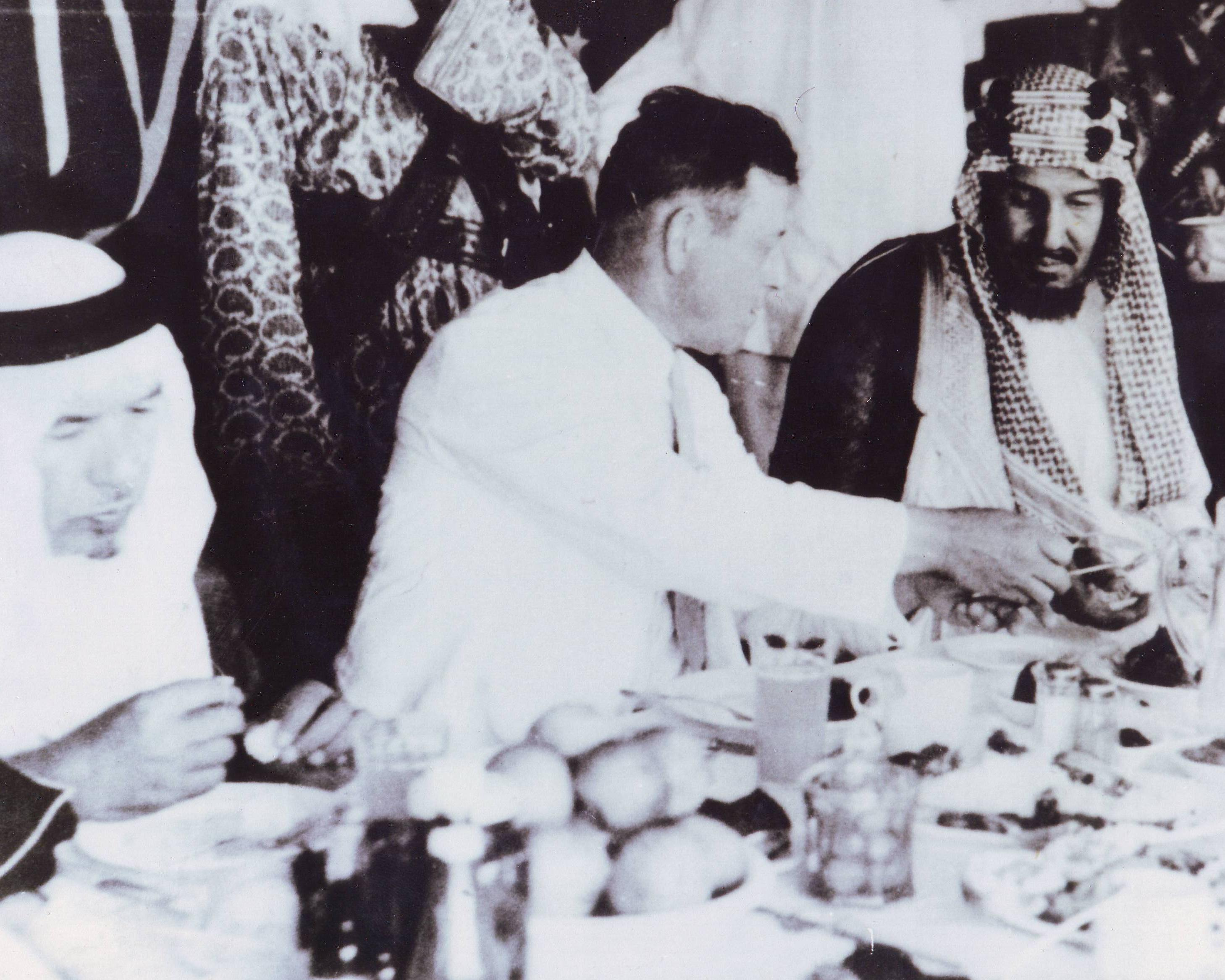
Ibn Saud vào năm 1934

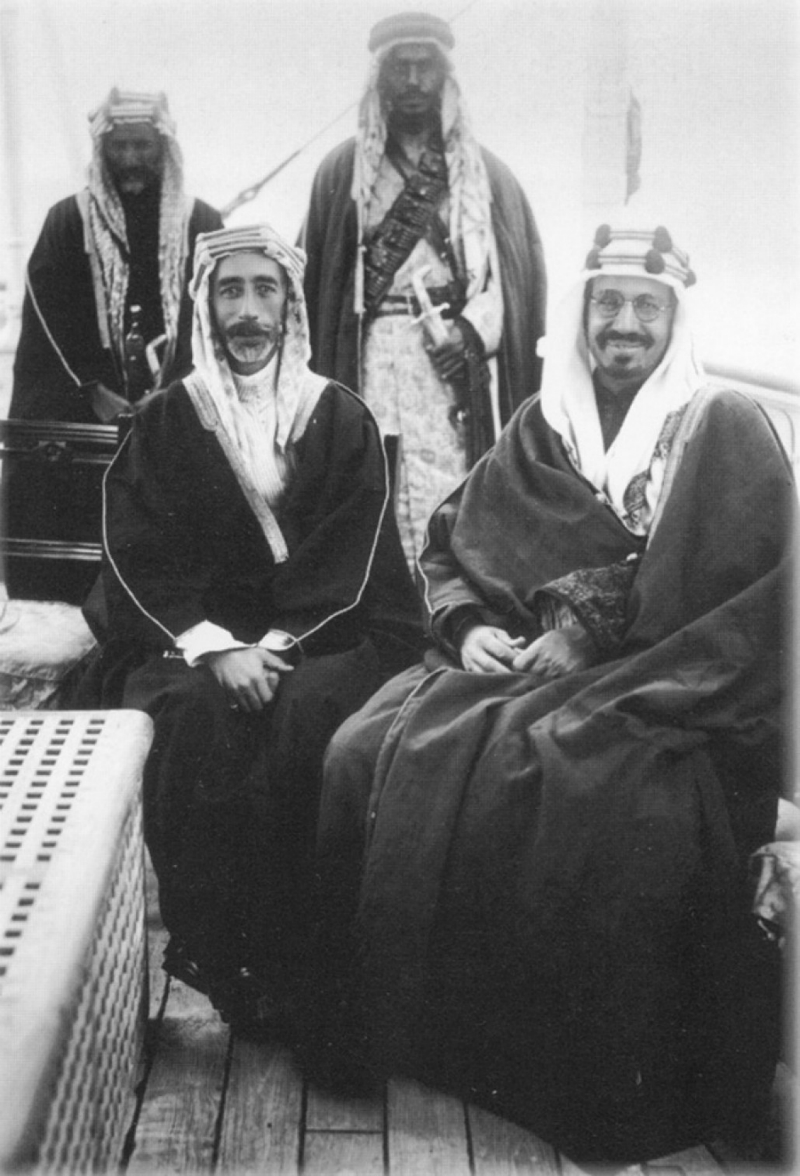
Ibn Saud (phải) và Quốc vương Faisal I của Iraq (trái) vào năm 1922

Giống như phong tục trong dân chúng, Abdul Aziz đứng đầu một gia đình đa thê, theo một số nguồn thì ông có 22 người thiếp. Nhiều cuộc hôn nhân của ông mang tính giao ước nhằm thắt chặt liên minh với các thị tộc khác trong giai đoạn nhà nước Saud được thành lập và ổn định. Abdul Aziz là cha của gần một trăm người con, trong đó có 45 người con trai.
Ông có chiều cao từ 1,93 m đến 1,98 m,
Ibn Saud được cho là rất thân cận với người cô là Jawhara bint Faisal. Từ thời trẻ, bà truyền sâu cho ông cảm giác mạnh mẽ về số mệnh gia tộc và thúc đẩy ông giành lại vinh quanh đã mất của Nhà Saud. Trong những năm khi gia tộc sống lưu vong tại Kuwait, Jawhara bint Faisal thường xuyên kể lại các chiến công của tổ tiên cho Abdulaziz và cổ vũ ông đừng bằng lòng với tình thế hiện tại. Bà có vai trò lớn trong việc ông ra quyết định trở về Nejd và giành lại các lãnh thổ của gia tộc. Trong suốt cuộc đời, bà vẫn là một trong các cố vấn được tín nhiệm và có ảnh hưởng nhất với Quốc vương. Ibn Saud hỏi bà về kinh nghiệm của các vị quân chủ trước đây và lòng trung thành lịch sử và vai trò của các bộ lạc và cá nhân. Jawhara cũng được các con của ông kính trọng sâu sắc. Ibn Saud đến thăm bà mỗi ngày cho đến khi bà mất vào khoảng năm 1930.
Ibn Saud cũng rất thân cận với người chị gái là Noura, bà hơn ông một tuổi. Trong một vài dịp, ông xác định bản thân trước công chúng bằng lời nói: "Tôi là em của Noura." Noura mất vài năm trước Ibn Saud.
Ngày 15 tháng 3 năm 1935, một người có vũ trang tấn công và nỗ lực ám sát Ibn Saud khi ông thực hiện Hajj. Quốc vương không bị thương trong vụ tấn công này.
Ông bổ nhiệm người con trai thứ hai là Hoàng tử Saud làm người kế vị vào năm 1933. Ông có nhiều bất hoà với người anh trai Muhammad bin Abdul Rahman về vấn đề người thừa kế, Muhammad muốn con trai mình là Khalid được chỉ định làm người thừa kế. Con cả của Ibn Saud là Turki Al Awwal từng là thái tử của Nejd và Hejaz, song mất sớm ở tuổi 18. Người em cùng cha mẹ với Turki được phong làm thái tử. Ibn Saud có 45 người con trai, trong đó 36 người sống đến tuổi trưởng thành. Mười người con trai của ông có đủ năng lực để làm ứng cử viên kế vị. Họ là Saud, Faisal, Muhammad, Khalid, Fahd, Abdullah, Sultan, Nayef, Salman và Muqrin. Trong số này, chỉ có sáu người từng trở thành quốc vương, còn Muhammad, Sultan, Nayef và Muqrin từng là thái tử song chưa từng kế vị. Muhammad từ chức, Sultan và Nayef mất trước Quốc vương Abdullah, và Muqrin bị bãi chức.

## Quan điểm
Về các giá trị thiết yếu đối với nhà nước và nhân dân, ông nói rằng "Hai điều thiết yếu đối với đất nước của chúng ta và người dân chúng ta... tôn giáo và quyền thừa kế từ người cha của chúng ta."
Amani Hamdan lập luận rằng thái độ của Ibn Saud về giáo dục của nữ giới là đáng khích lệ do ông thể hiện ủng hộ trong một cuộc trao đổi với St John Philby, ông nói rằng "chấp nhận được việc cho nữ giới biết đọc."
Những lời cuối của ông cho hai con trai, Quốc vương Saud tương lai và Hoàng tử Faisal, những người đang tranh chấp với nhau khi đó, rằng "các con là anh em, hãy đoàn kết!" Không lâu trước khi mất, Ibn Saud nói rằng, "Quả thực, các con tôi và các lãnh thổ của tôi là những kẻ địch của tôi."

## Qua đời
Đến tháng 10 năm 1953, Ibn Saud ốm nặng do bệnh tim. Ông mất khi ngủ do đau tim tại cung của Hoàng tử Faisal tại Ta'if vào ngày 9 tháng 11 năm 1953 (2 Rabīʿ al-Awwal 1373 lịch Hồi giáo) ở tuổi 78. Hoàng tử Faisal ở bên ông. Tang lễ được tiến hành tại Al Hawiya thuộc Ta'if. Thi thể ông được đưa đến Riyadh và an táng tại nghĩa trang Al Oud.
Bộ trưởng Ngoại giao Hoa Kỳ John Foster Dulles nói sau khi Ibn Saud mất rằng ông sẽ được tưởng nhớ vì những thành tựu của ông trong vai trò một chính khách.

## Vinh danh
Năm 1935, Ibn Saud được trao tặng Huân chương Bath của Anh, đến năm 1947 được trao Legion of Merit của Hoa Kỳ và đến năm 1952 được trao Huân chương Quân công của Tây Ban Nha (với huân chương trắng).